# Fissidens kondoi
Fissidens kondoi är en bladmossart som beskrevs av Kyuichi Sakurai 1943. Fissidens kondoi ingår i släktet fickmossor, och familjen Fissidentaceae. Inga underarter finns listade i Catalogue of Life.